# Bathymicrops
Bathymicrops is een geslacht van straalvinnige vissen uit de familie van netoogvissen (Ipnopidae). Het geslacht is voor het eerst wetenschappelijk beschreven in 1927 door Koefoed.

## Soorten
- Bathymicrops belyaninae Nielsen & Merrett, 1992
- Bathymicrops brevianalis Nielsen, 1966
- Bathymicrops multispinis Nielsen & Merrett, 1992
- Bathymicrops regis Hjort & Koefoed, 1912